# Ladytron
Ladytron – brytyjski zespół muzyczny grający muzykę elektroniczną, pochodzący z Liverpoolu w Anglii. Grupę założoną w 1999 roku tworzą: Helen Marnie (wokal prowadzący, syntezatory), Mira Aroyo (wokal, syntezatory) i Daniel Hunt (syntezatory, gitara elektryczna, wokal), a w latach 1999–2023 także Reuben Wu (syntezatory). Wydali siedem albumów studyjnych: 604 (2001), Light & Magic (2002), Witching Hour (2005), Velocifero (2008), Gravity the Seducer (2011), Ladytron (2019) i Time’s Arrow (2023). Zespół wydał także album koncertowy Live at London Astoria 16.07.08 w 2009 roku oraz album kompilacyjny Best of 00–10 w 2011 roku.
Nazwa zespołu została zaczerpnięta z piosenki „Ladytron” zespołu Roxy Music. Ladytron określił swoje brzmienie jako elektropop, podczas gdy dziennikarze muzyczni ich styl opisują w gatunkach m.in.: synth pop, rock elektroniczny, rock alternatywny, post-punk revival, new wave, indietronica, indie pop czy dream pop. Niektóre z piosenek zespołu zawierają teksty napisane przez Mirę Aroyo w jej ojczystym języku bułgarskim.

## Historia

### Założenie zespołu i debiutancki singiel
Początki  Ladytron sięgają lat 90. XX wieku. W tym czasie poznała się dwójka producentów i DJ-ów z Liverpoolu: Daniel Hunt i Reuben Wu. Daniel Hunt był członkiem zespołów Venini i Jules Verne, a także założył niezależną wytwórnię płytową Invicta Hi-Fi i klub nocny. Reuben Wu studiował wzornictwo przemysłowe na Sheffield Hallam University, które ukończył w 1997 roku. Pracował jako projektant przemysłowy w Team Consulting w Cambridge aż do 2002 roku, kiedy poświęcił się muzyce na pełen etat.
Pod pseudonimem zainspirowanym piosenką „Ladytron” zespołu Roxy Music z 1972 roku, Daniel Hunt i Reuben Wu nagrali debiutancki singiel „He Took Her to a Movie” za 50 funtów, z gościnnym udziałem wokalistki Lisy Eriksson (która później założyła zespół Techno Squirrels), który wydali w lipcu 1999 roku.
Latem 1999 roku Daniel Hunt i Reuben Wu poznali szkocką studentkę Helen Marnie podczas występów jako DJ-ka, a później także Mirę Aroyo za pośrednictwem wspólnego znajomego. Obie dołączyły do zespołu jako wokalistki i keyboardzistki. Helen Marnie studiowała wówczas muzykę na Uniwersytecie w Liverpoolu, gdzie w 1999 roku uzyskała tytuł licencjata sztuk pięknych w dziedzinie muzyki pop, natomiast Mira Aroyo była badaczką genetyczną na studiach podyplomowych w Katedrze Biochemii Uniwersytetu Oksfordzkiego.

### Pierwsze EP-ki i604(1999–2001)
W latach 1999–2001 zespół Ladytron wydał trzy EP-ki: Miss Black and Her Friends w grudniu 1999 roku wyłącznie w Japonii, Commodore Rock w czerwcu 2000 roku i Mu-Tron EP w październiku 2000 roku. Wydali w tym czasie także single: „Play Girl / Commodore Rock” w 2000 roku, „Playgirl” w 2000 roku (jako singiel promocyjny) i ponownie w 2001 roku oraz „The Way That I Found You” w 2001 roku. Wszystkie utwory z tych wydawnictw, oprócz „Miss Black”, „Olivetti Jerk” i remiksów, znalazły się później na ich debiutanckim albumie studyjnym. Single „He Took Her to a Movie” „The Way That I Found You” i Mu-Tron EP  zostały wybrane przez magazyn NME „Singlem tygodnia”.
7 listopada 2000 roku nakładem March Records ukazał się album kompilacyjny Reproductions – Songs of The Human League, na którym znalazł się cover utworu The Human League „Open Your Heart” w wykonaniu Ladytron.
W 2001 roku zespół Ladytron podpisał kontrakt z amerykańską wytwórnią Emperor Norton Records, która 6 lutego tego samego roku wydała ich debiutancki album studyjny pn. 604. W dniu 26 marca 2001 roku album ten wydała wytwórnia Labels (Niemcy), a 2 kwietnia 2001 roku wytwórnia Invicta Hi-Fi (Wielka Brytania). Płyta ta została ponownie 3 maja 2004 roku nakładem Emperor Norton (USA), a także 18 stycznia 2011 roku nakładem Nettwerk. Album ten został w większości napisany przez Daniela Hunta. Był także jej współproducentem wraz z Lancem Thomasem, który odpowiadał również za realizację dźwięku i miks albumu.
W 2001 roku Ladytron wystąpił 4 sierpnia na Festival Internacional de Benicàssim w Hiszpanii, 10 sierpnia na La Route du Rock we Francji i 26 sierpnia na Reading Festival w Wielkiej Brytanii. 5 grudnia tego samego roku wykonali cztery piosenki w programie Johna Peela emitowanym w BBC Radio 1.
Do końca 2003 roku członkowie zespołu nosili stroje inspirowane filmem science fiction Tajemnica Andromedy. Daniel Hunt powiedział w wywiadzie dla Jound z 2001 roku: „Naprawdę jestem fanem Tajemnicy Andromedy, więc to w pewien sposób wpłynęło na tytuł albumu i mundury, które mamy i tak dalej”. W wywiadzie dla magazynu Chaos Control z 2002 roku wyjaśnił on pochodzenie tytułu albumu 604: „To numer kierunkowy Kolumbii Brytyjskiej… cieszymy się, że nadaliśmy temu numerowi dziwne znaczenie, teraz pojawia się wszędzie. Zauważyliśmy, gdy zatrzymaliśmy się w Hamburgu w Niemczech (w hotelu o nazwie „Commodore” – czysty przypadek), że numer do odbioru sygnału z pokoju to 604. Chwilę później budynek stanął w płomieniach i mieliśmy szczęście, że udało nam się ujść z życiem. Nie żartuję”.

### Light & Magic(2002–2003)

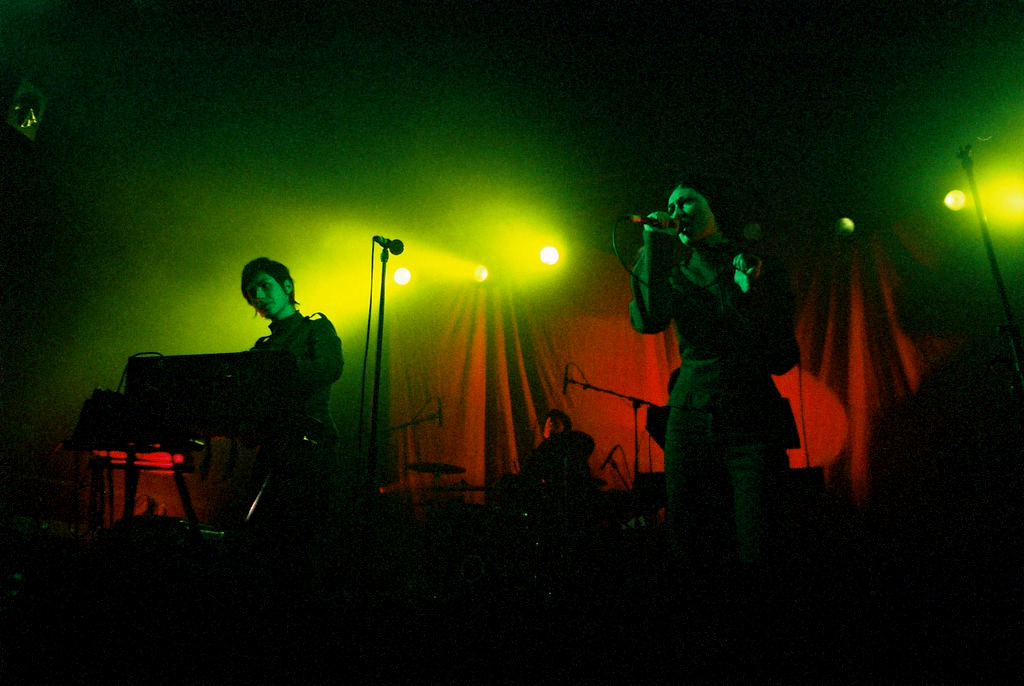
Ladytron na koncercie w Londynie (2003)

Druga studyjna płyta zespołu Ladytron o nazwie Light & Magic ukazała się 17 września 2002 roku nakładem wytwórni Emperor Norton Records (USA) i Telstar Records (Wielka Brytania). 7 kwietnia 2003 roku została ona wydana w Warner Music (Niemcy) i 21 czerwca 2003 roku w Victor Entertainment (Japonia). Album został ponownie wydany 20 lipca 2004 roku nakładem Emperor Norton (USA) oraz 18 stycznia 2011 roku nakładem Nettwerk .
Płyta Light & Magic charakteryzowała się mroczniejszym brzmieniem niż ich poprzedni album. Została ona napisana i wyprodukowana w Liverpoolu i Los Angeles, a jej współproducentem był Mickey Petralia. Na albumie znalazły się single: „Seventeen”, „Blue Jeans” i „Evil”. W 2003 roku wydali także limitowany, 7-calowy singiel „Cracked LCD / USA vs. White Noise”.
Zespół koncertował od października 2002 roku do października 2004 roku, promując swój nowy album. Wystąpił wówczas m.in. w: Wielkiej Brytanii, Stanach Zjednoczonych, Kanadzie, Holandii, Francji, Bułgarii, Szwecji, Niemczech i Irlandii. 4 grudnia 2002 roku zespół Ladytron powrócił do John Peel Show i wykonał na żywo 11 piosenek ze swoich dwóch pierwszych albumów. W tym samym roku zespół skomponował nową muzykę do filmu Tron z 1982 roku na potrzeby występu na żywo w Londynie.
7 października 2003 roku wydali składankę Softcore Jukebox w wytwórni Emperor Norton Records. Oprócz piosenek innych artystów, kompilacja zawiera również dwa ich własne utwory, singlowy remiks utworu „Blue Jeans” przemianowany na „Blue Jeans 2.0” oraz cover utworu „Oops (Oh My)” piosenkarki Tweet.

### Witching Hour(2004–2007)

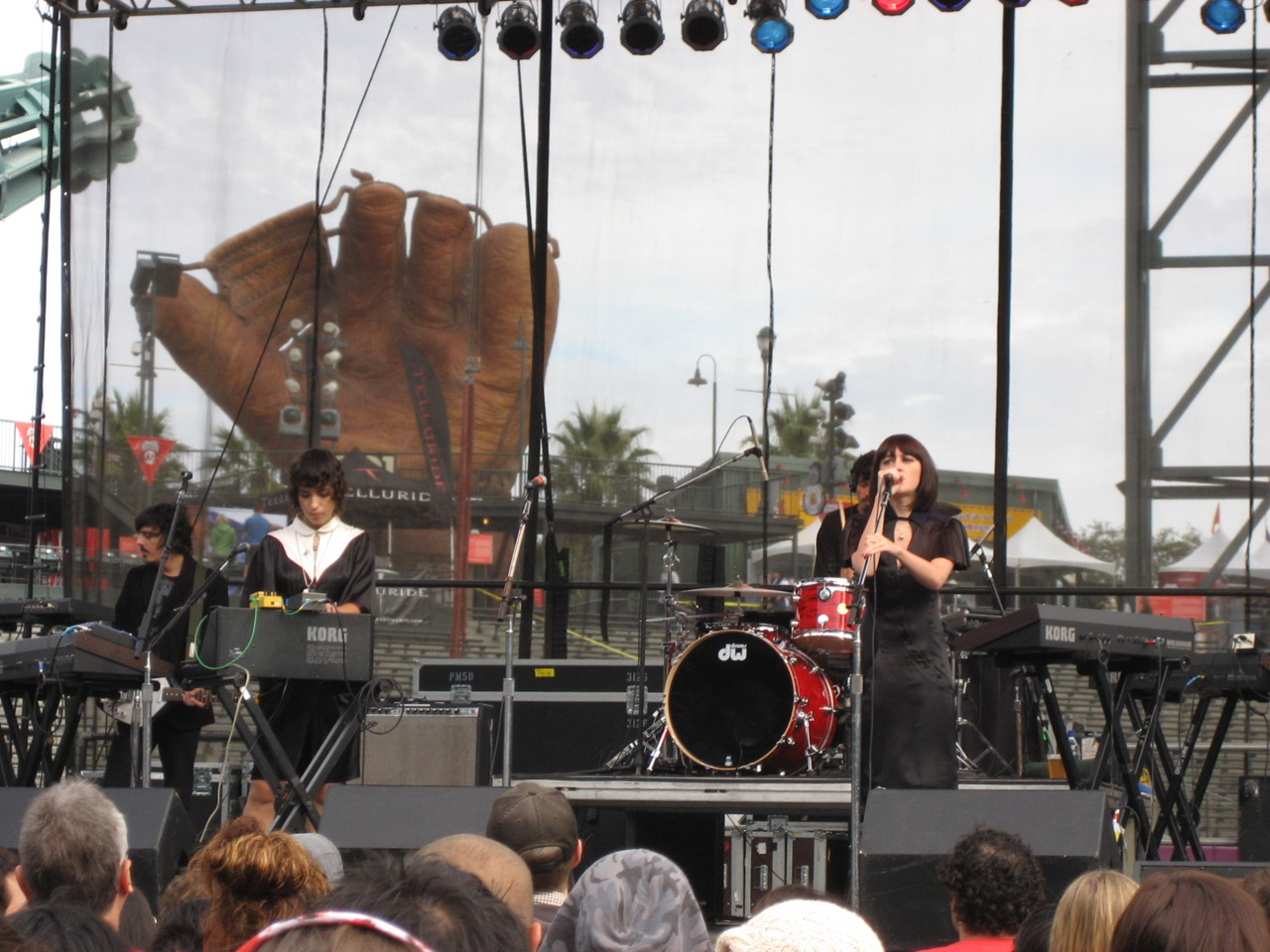
Koncert Ladytron w 2006 roku

Zespół Ladytron rozpoczął pracę nad demami do swojego kolejnego albumu zaraz po zakończeniu trasy koncertowej „Light & Magic” koncertem powitalnym w Liverpoolu we wrześniu 2003 roku, gdzie supportował ich szkocki zespół Franz Ferdinand. W ciągu kilku miesięcy zespół Ladytron zaplanował cały album i gdy w kwietniu 2004 roku byli gotowi rozpocząć jego nagrywanie, ich brytyjska wytwórnia Telstar Records ogłosiła upadłość. Ich amerykańskie wydawnictwo Emperor Norton Records w tym czasie również miało problemy – w 2004 roku wytwórnię tę kupiła firma Rykodisc. Jeszcze w tym samym roku wytwórnia Emperor Norton Records została zamknięta, a Rykodisc odziedziczył jej dotychczasowy katalog. 7 grudnia 2004 roku zespół ogłosił podpisanie kontraktu z wytwórnią Island Records.

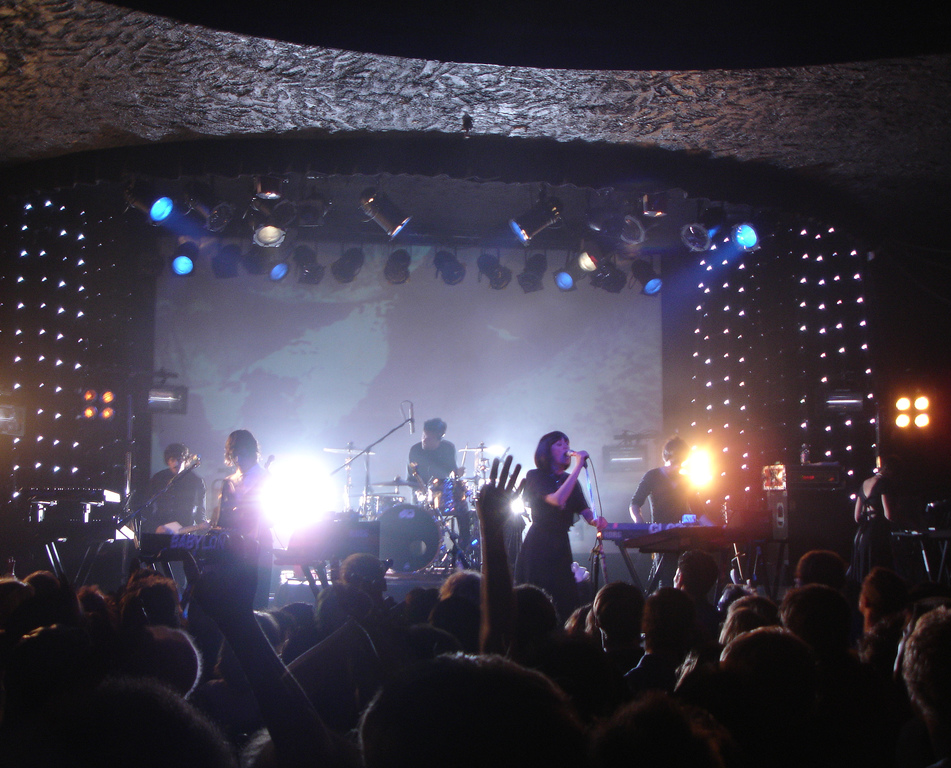
Koncert Ladytron w Seattle (2006)

W 2004 roku zespół Ladytron otrzymał zaproszenie na serię koncertów w Chinach w ramach trasy pokazowej zorganizowanej przez British Council. Wystąpili w tym samym roku, 24 i 25 września w Shenzhen, 28 września w Chongqing oraz 6 i 7 października (set DJ-ski) w Szanghaju.
Zespół Ladytron wydał swój trzeci album studyjny o nazwie Witching Hour w dniu 3 października 2005 roku nakładem Island Records (Wielka Brytania), a później także w innych krajach. Island Records wydało również limitowaną edycję tego albumu w formie dwupłytowego zestawu: CD z albumem i DVD z nagraniem trasy po Chinach („Once Upon a Time in the East: Ladytron in China”), a także 3 teledyski („Destroy Everything You Touch”, „Sugar”, „Seventeen”). Płyta Witching Hour została ponownie wydana 5 kwietnia 2007 roku nakładem wytwórni Major Records (Niemcy), 6 sierpnia 2007 roku przez So Sweet Records (Wielka Brytania) oraz 18 stycznia 2011 roku przez Nettwerk.
Album nagrano w 2004 roku w Elevator Studios w Liverpoolu, a jego producentami byli Ladytron i Jim Abbiss. Na gitarze basowej grał Pop Levi, na perkusji Keith York, a gitary elektryczne zostały połączone z charakterystycznym brzmieniem zespołu.
Album, łączący charakterystyczny synthpopowy styl grupy z elementami shoegaze i muzyki industrialnej, spotkał się z uznaniem krytyków. Osiągnął on 81. miejsce na liście UK Albums Chart i 7. miejsce na liście Billboard's Top Dance/Electronic Albums. Mark Pytlik z portalu Pitchfork opisał ich album jako „płytę skoku kwantowego”.
Utwory „Sugar”, „Destroy Everything You Touch”, „Weekend” i „Soft Power” zostały wydane jako single, a „International Dateline” jako singiel promocyjny. Singiel „Sugar” 2 lipca 2005 roku znalazł się na szczycie brytyjskiej listy Official Dance Singles Chart, a 15 października cały album Witching Hour osiągną drugą pozycję na liście Official Dance Albums Chart.
11 kwietnia 2006 roku wydano Extended Play, dwupłytową kompilację EP CD/DVD zawierającą ekskluzywne, niepublikowane remiksy i B-side’y utworów, a także DVD o tej samej zawartości, co limitowana edycja Witching Hour. Również w 2006 roku Ladytron nagrał i wydał EP-kę koncertową The Harmonium Sessions zawierającą cztery utwory ze swojego trzeciego albumu.
Bez żadnego wsparcia ze strony wytwórni, zespół Ladytron koncertował intensywnie przez kolejne dwa lata. Grali w Ameryce Północnej, Europie i Ameryce Południowej. Na początku 2007 roku na zaproszenie Trenta Reznora byli także supportem na europejskich koncertach amerykańskiego zespołu Nine Inch Nails.

### Velocifero(2007–2009)

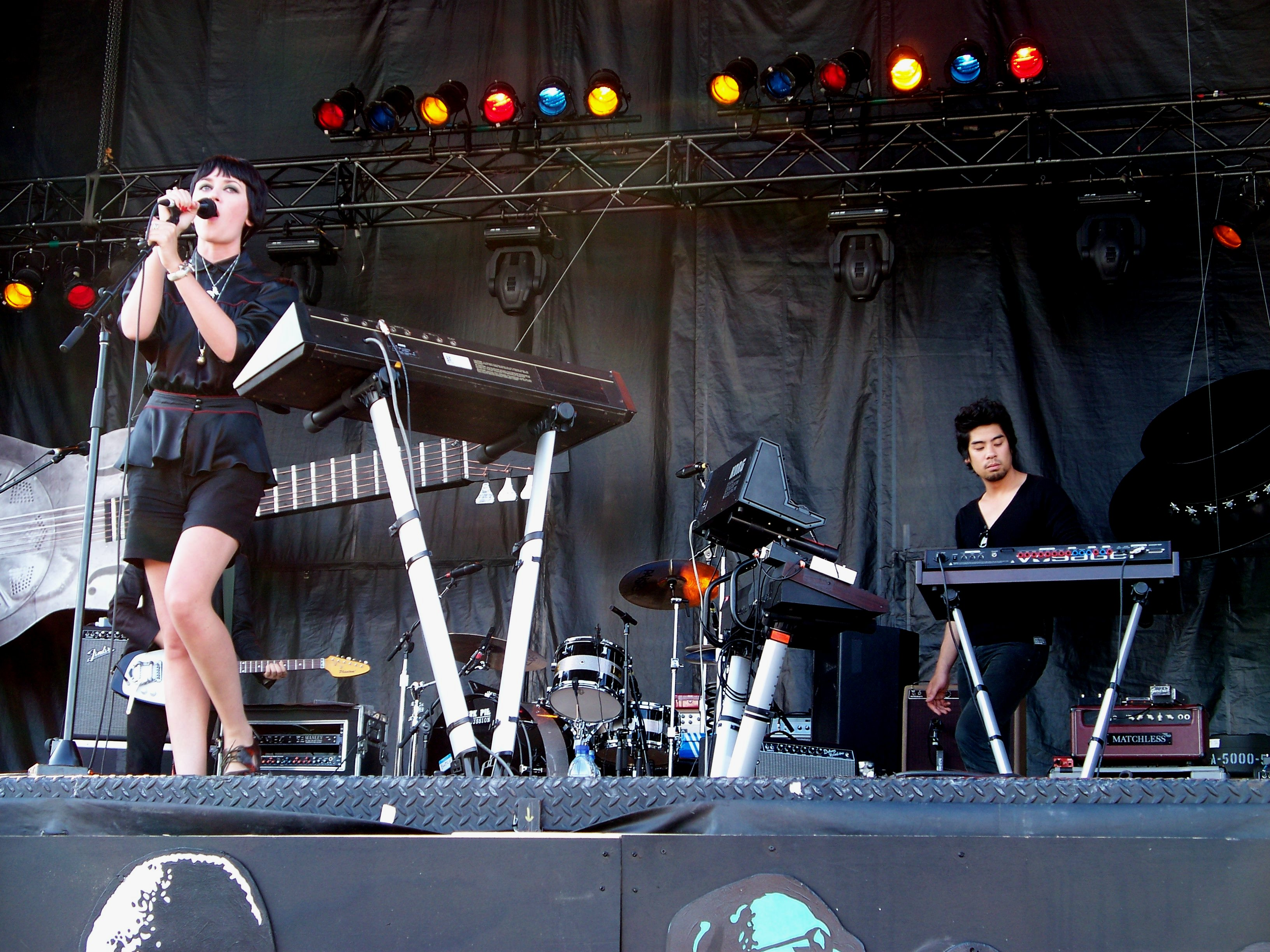
Koncert Ladytron w Ottawie (2008)

Zespół Ladytron pod koniec 2007 roku podpisał kontrakt z wytwórnią Nettwerk. W latach 2007–2008 nagrali oni kontynuację albumu Witching Hour w paryskim Studio de la Grande Armée z pomocą Alessandro Cortiniego (Modwheelmood, Nine Inch Nails, SONOIO) i Vicariousa Blissa (Justice, DJ Mehdi). 3 czerwca 2008 roku grupa Ladytron wydała swój czwarty album studyjny o nazwie Velocifero w wytwórni Nettwerk. Nazwa albumu pochodzi od słowa „velocifero”, co dosłownie oznacza „ten, który przynosi prędkość”. Z płyty tej pochodziły trzy single: „Ghosts” (wydany 12 maja 2008 roku), „Runaway” (wydany 22 września 2008 roku) i „Tomorrow” (wydany 2 marca 2009 roku).
Album osiągnął 75. miejsce na UK Albums Chart, 3. miejsce na liście Billboard's Top Dance/Electronic Albums, a także był debiutem grupy na liście Billboard's 200 Albums, gdzie osiągnął 131. miejsce. Singiel „Runaway” 4 października 2008 roku osiągnął 1. miejsce na brytyjskiej liście Official Independent Singles Chart.

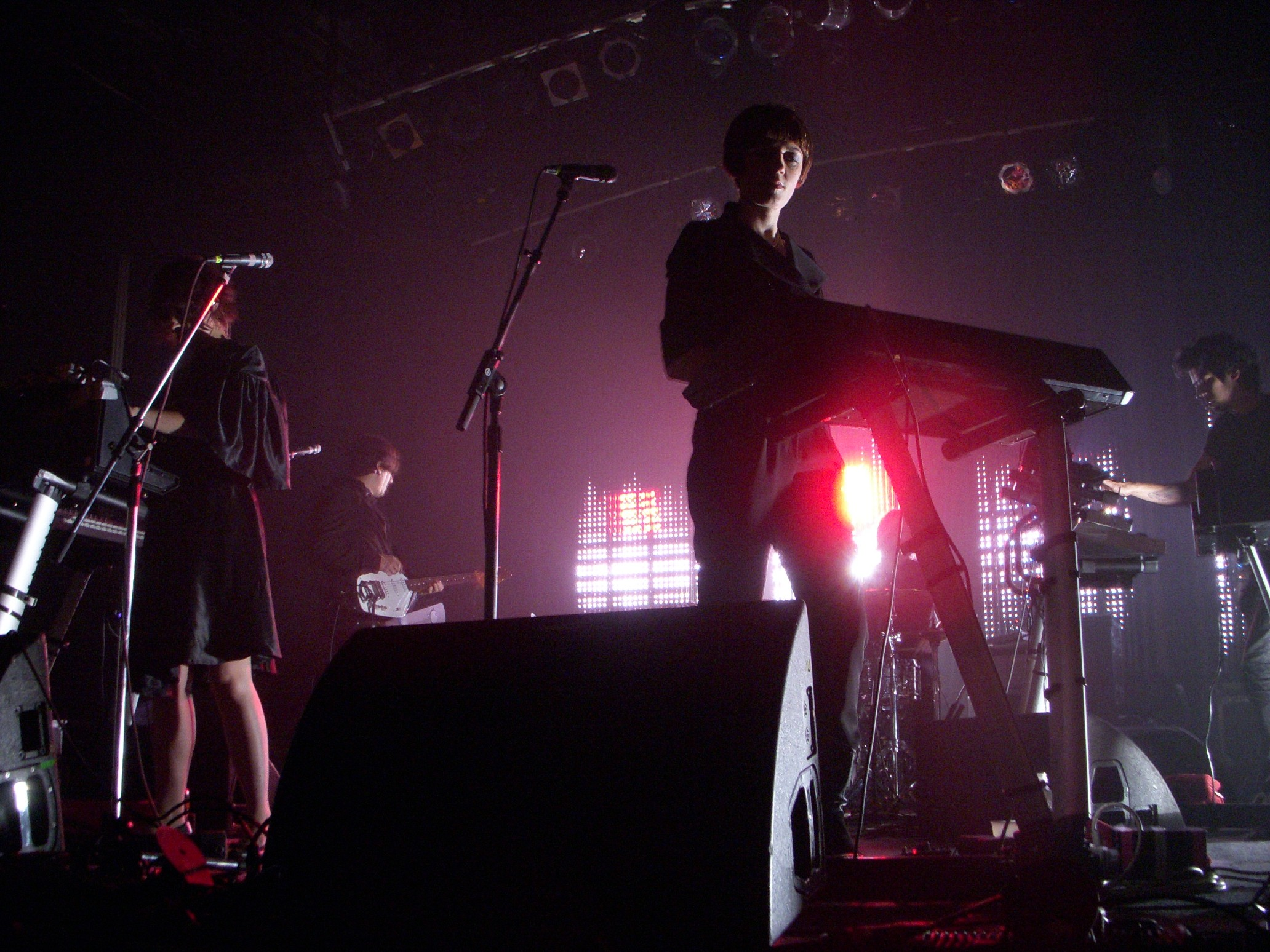
Koncert zespołu w 2009 roku

W połowie 2008 roku grupa Ladytron skomponowała trzy ekskluzywne utwory wykonywane w sztucznym języku simlish na potrzeby ścieżki dźwiękowej do gry The Sims 3: „Rockfalls & Estuaries”, „She Stepped Out of the Car” i „Young Etruscians”. W 2009 roku zespół wykonał piosenkę zatytułowaną „Use Your Mind” w programie Yo Gabba Gabba! dla stacji Nickelodeon.
W 2009 roku grupa odbyła trasę koncertową po Ameryce Północnej z zespołem The Faint i dała dwa specjalne pokazy z Brianem Eno w Sydney Opera House. W tym samym roku członkowie zespołu ogłosili, że będą supportować Depeche Mode na kilku europejskich koncertach, ale zostały one odwołane z powodu choroby Dave’a Gahana.
Również w 2009 roku zespół Ladytron wydał własnymi siłami swój pierwszy album koncertowy Live at London Astoria 16.07.08, a także był współautorem i producentem kilku piosenek dla Christiny Aguilery. Utwory „Birds of Prey” i „Little Dreamer” zostały wydane jako bonusy na wydaniu deluxe jej albumu Bionic z 2010 roku, a utwór „Birds of Prey” został później określony w magazynie Billboard jednym z „najlepszych głębokich utworów gwiazd popu XXI wieku”.
6 kwietnia 2010 roku zespół wydał składankę remiksów Velocifero (Remixed & Rare) w wytwórni Nettwerk.

### Best of 00–10iGravity the Seducer(2010–2011)

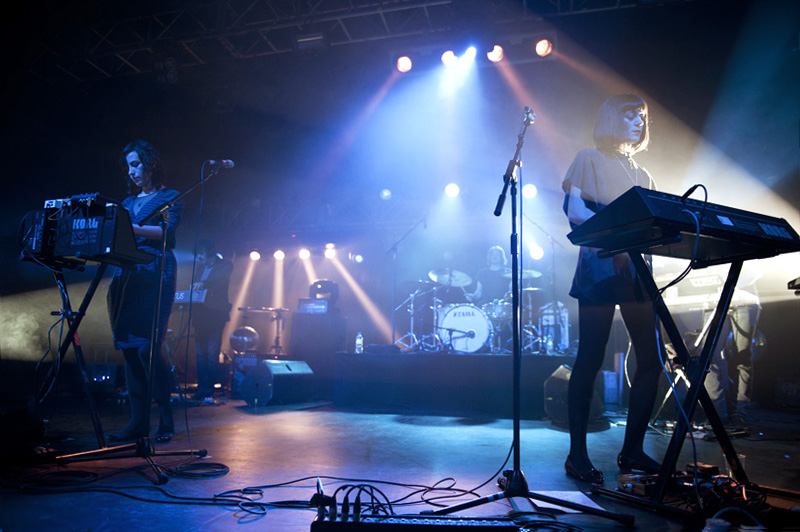
Koncert Ladytron w Londynie (2011)

28 września 2010 roku premierę miała gra wideo FIFA 11, która zawierała ścieżkę dźwiękową z nową piosenką Ladytron pn. „Ace of Hz”. Została wydana jako singiel cyfrowy 30 listopada tego samego roku. 11 stycznia 2011 roku zespół wydał dostępny do pobrania minialbum Ace of Hz, który zawierał tytułowy utwór oraz pięć remiksów.
28 marca 2011 roku ukazała się składanka Best of 00–10 zawierająca 17 utworów w wersji standardowej i 16 utworów w wersji deluxe, a także 80-stronicową broszurę ze zdjęciami. Obie edycje zawierały dwa nowe piosenki: „Ace of Hz” i cover utworu „Little Black Angel” zespołu Death in June.  
Również w 2011 roku wytwórnia Nettwerk wydała ponownie wszystkie swoje poprzednie albumy zespołu Ladytron, składankę remiksów Best of Remixes oraz kompilację wideo iTunes Best of 00–10 Videos, która zawierała teledyski do singli: „Playgirl”, „Blue Jeans”, „Seventeen”, „Sugar”, „Destroy Everything You Touch”, „Ghosts”, „Runaway”, „Tomorrow” i „Ace of Hz”. 20 grudnia 2011 roku Nettwerk wydał kompilacje remiksów 604 (Remixed & Rare), Light & Magic (Remixed & Rare) i Witching Hour (Remixed & Rare).

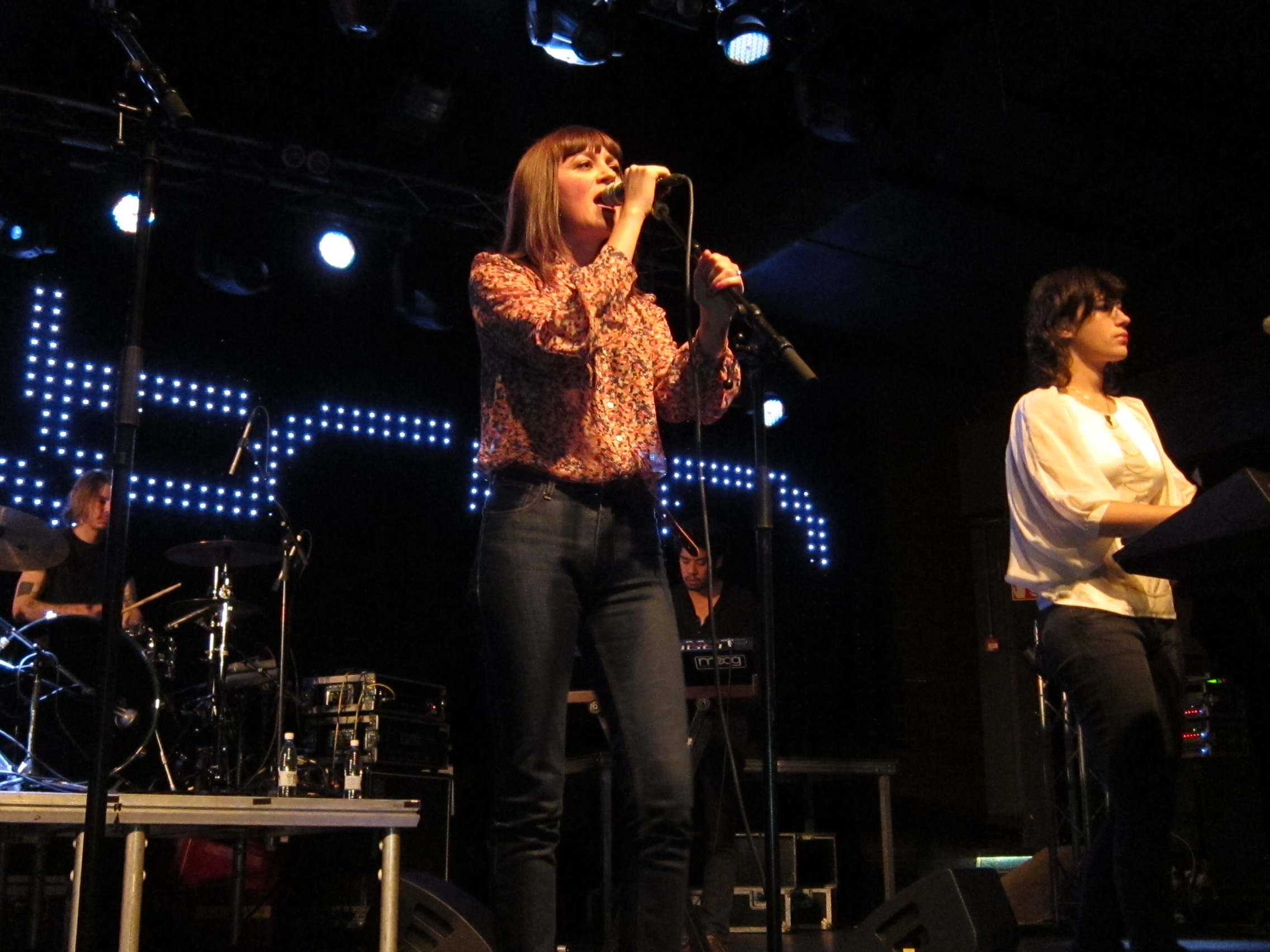
Koncert Ladytron w Helsinkach (2011)

Od końca marca do połowy lipca 2011 roku zespół Ladytron w ramach promocji kompilacji Best of 00–10 wystąpił na żywo w Austrii, Chinach, Rosji, Finlandii, Szwecji, Polsce, Wielkiej Brytanii, Irlandii i Hiszpanii oraz na Węgrzech.
Piąty album studyjny Ladytron, Gravity the Seducer, ukazał się w Wielkiej Brytanii 12 września 2011 roku, a w Stanach Zjednoczonych dzień później. Album nagrano na wsi w hrabstwie Kent, a jego producentami byli Ladytron i Barny Barnicott (Arctic Monkeys, Kasabian, Editors). Daniel Hunt stwierdził, że „Gravity the Seducer jest większym przeskokiem niż poprzedni album, bardziej eteryczny i melodyjny, miejscami odrobinę bardziej abstrakcyjny niż wcześniej”. Osiągnął on 72. miejsce na liście UK Albums Chart i 6. miejsce na liście Billboard's Top Dance/Electronic Albums.
Utwór „Ace of Hz”, który pojawił się w nowym albumie, został już wcześniej wydany jako singiel z kompilacji największych hitów zespołu Best of 00–10. Pierwszy singiel z albumu Gravity the Seducer, „White Elephant”, został wydany 17 maja 2011 roku, a towarzyszący mu teledysk opublikowano w serwisie YouTube 26 lipca tego samego roku. Zespół wydał dwa kolejne single: „Ambulances” 21 czerwca 2011 roku i „Mirage” 8 sierpnia tego samego roku. Teledysk do utworu „Mirage” został opublikowany na YouTube 11 listopada 2011 roku.
Od września do grudnia 2011 roku zespół koncertował w Stanach Zjednoczonych, Meksyku, Kanadzie, Brazylii, Chile, Tajlandii, Indonezji i Singapurze, promując swój najnowszy album. Podczas koncertów w Ameryce Północnej zespół Ladytron supportowali: SONOIO, VHS or Beta i Geographer.

### Przerwa i projekty poboczne (2012–2015)
Po piątym albumie studyjnym i światowej trasie koncertowej, która zakończyła się w Wiltern Theatre w Los Angeles, zespół zawiesił działalność – nie odbywał koncertów ani prawie nie wykazywał żadnych aktywności w mediach społecznościowych. Był to czas, kiedy rozproszeni członkowie grupy zajęli się ścieżkami dźwiękowymi do filmów, współpracą z różnymi grupami i projektami solowymi.
Daniel Hunt przeprowadził się do São Paulo w Brazylii i skupił się na ścieżkach dźwiękowych do filmów. Reuben Wu zamieszkał w Chicago i skupił się na pracy jako fotograf, współpracując m.in. z Google i Apple. Mira Aroyo została w Londynie i została producentką filmów dokumentalnych.
Helen Marnie, używająca swojego nazwiska jako pseudonimu scenicznego (Marnie), rozpoczęła w 2012 roku karierę solową. Swój debiutancki solowy album studyjny pn. Crystal World wydała własnym nakładem za pośrednictwem platformy PledgeMusic 11 czerwca 2013 roku. Został on wyprodukowany w Reykjavíku na Islandii przez Daniela Hunta, we współpracy z islandzkim muzykiem Barði Jóhannssonem. Swój drugi solowy album zatytułowany Strange Words and Weird Wars wydała 2 czerwca 2017 roku w wytwórni Disco Pinata. Album ten został nagrany w Chem19 Studio w Glasgow i wyprodukowany przez Jonny’ego Scotta.
4 września 2012 roku premierę miała gra wideo The Sims 3: Nie z tego świata, w której zawarto utwór instrumentalny zespołu Ladytron pn. „Tesla”. 22 lutego 2013 roku premierę miał teledysk „International Dateline”. Film ten nakręcono w 2006 roku w czasie promocji albumu Witching Hour i nie został ukończony, ale w 2012 roku został ponownie odkryty i dokończony przez Daniela Hunta. 29 listopada 2013 roku zespół Ladytron wydał album Gravity the Seducer Remixed, będący zbiorem remiksów utworów z płyty Gravity the Seducer. Zespół pojawił się wkrótce w filmie dokumentalnym z 2014 roku Beautiful Noise. Znalazło się w nim również kilka krótkich wywiadów z Danielem Huntem.

### LadytroniTime’s Arrow(od 2016)

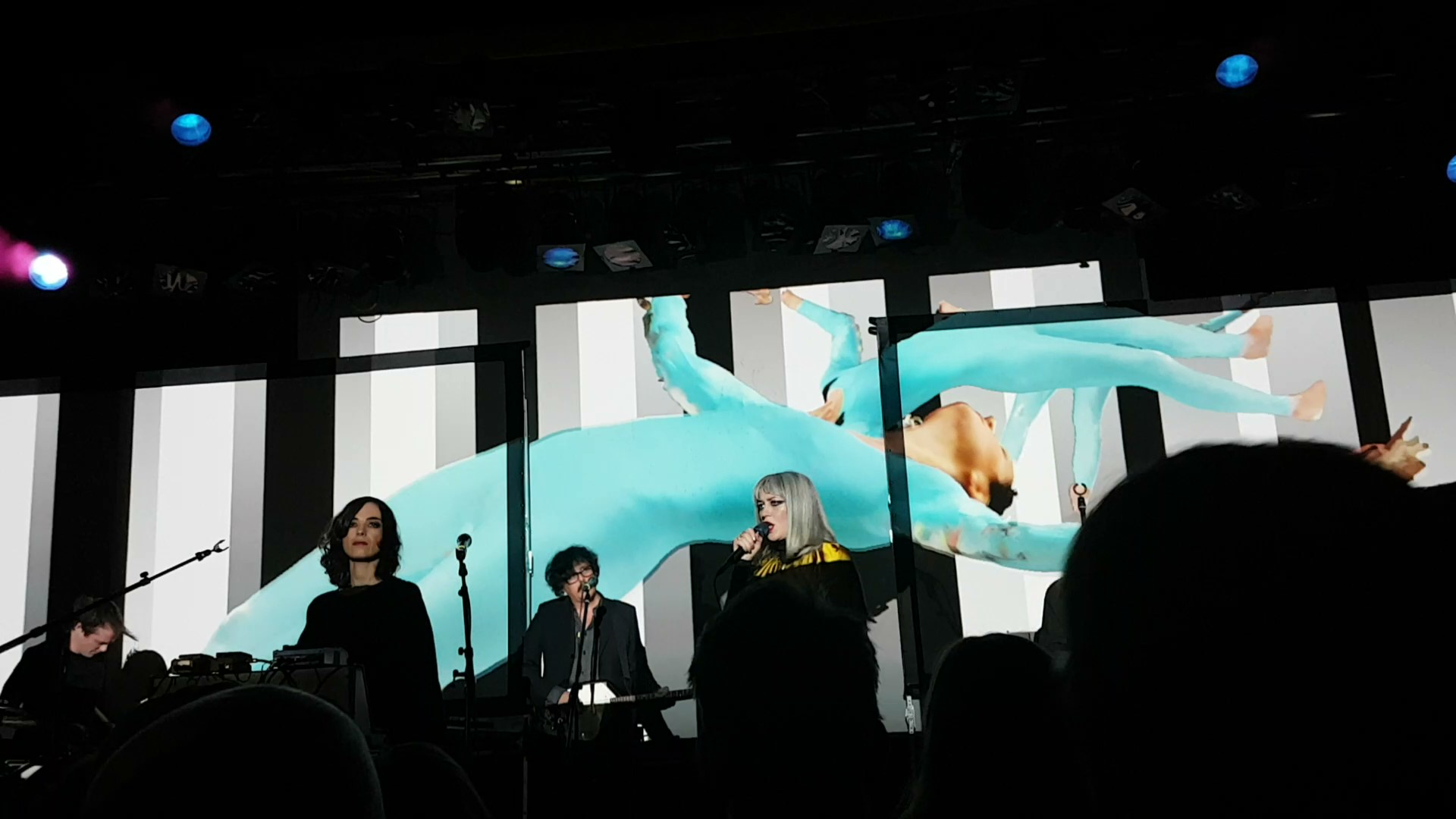
Koncert Ladytron w Glasgow (2018)

18 lipca 2016 roku zespół Ladytron zamieścił na swojej oficjalnej stronie internetowej następujący wpis: „Po pięcioletniej przerwie po wydaniu piątego albumu Gravity the Seducer, rozpoczyna się kolejny rozdział w historii Ladytron”. 26 listopada tego samego roku zamieścili oni na Instagramie zdjęcie konsoli do nagrywania SSL.
28 lutego 2018 roku grupa rozpoczęła kampanię na platformie PledgeMusic, której celem było dokończenie nagrania i wydanie nowego albumu. Tego samego dnia wydała ona pierwszy singiel „The Animals”, a 16 sierpnia tego samego roku premierę miał singiel „The Island”. Utworowi towarzyszył krótkometrażowy film wyreżyserowany przez Bryana M. Fergusona.
10 października 2018 roku zespół ogłosił, że nowy album będzie nosił tytuł Ladytron i zostanie wydany 15 lutego 2019 roku nakładem ich własnej wytwórni Ladytron Music za pośrednictwem wydawnictwa Studio !K7.16 września 2019 roku zespół zaprezentował teledysk do utworu „Deadzone”, którego reżyserem był częsty współpracownik zespołu Bryan M. Ferguson, a 4 lutego 2020 roku ukazał się teledysk do utworu „Tower of Glass”.
Zespół, promując swój nowy album, koncertował w latach 2018–2019 w Wielkiej Brytanii, Meksyku, Stanach Zjednoczonych, Szwecji, Rosji, Hiszpanii i Kanadzie.
W marcu 2020 roku grupa rozpoczęła pracę nad nowym, siódmym już albumem studyjnym, lecz prace te przerwano po trzech dniach z powodu nadejścia pandemii COVID-19. W związku z 20. rocznicą wydania albumu Light & Magic, 22 sierpnia 2022 roku zespół Ladytron ukazał niepublikowany wcześniej teledysk do tytułowego utworu z albumu, „Light & Magic”.
20 stycznia 2023 roku premierę miał siódmy studyjny album zespołu, Time’s Arrow. Pierwszym singlem został utwór „City of Angels”, który został wydany 14 października 2022 roku, a teledysk do niego ukazał się 26 października tego samego roku. Kolejnymi dwoma singlami albumu były: wydany 11 listopada 2022 roku „Misery Remember Me” oraz 6 grudnia tego samego roku „Faces”. W przygotowaniu tej płyty uczestniczył m.in. szkocki perkusista Peter Kelly.
14 marca 2023 roku Reuben Wu ogłosił na Twitterze, że opuścił zespół Ladytron ze względu na swoje zobowiązania związane z karierą artystyczną i fotograficzną w Stanach Zjednoczonych.
25 października 2024 roku zespół wydał album z remiksami Time’s Arrow Remixed.

## Projekty poboczne

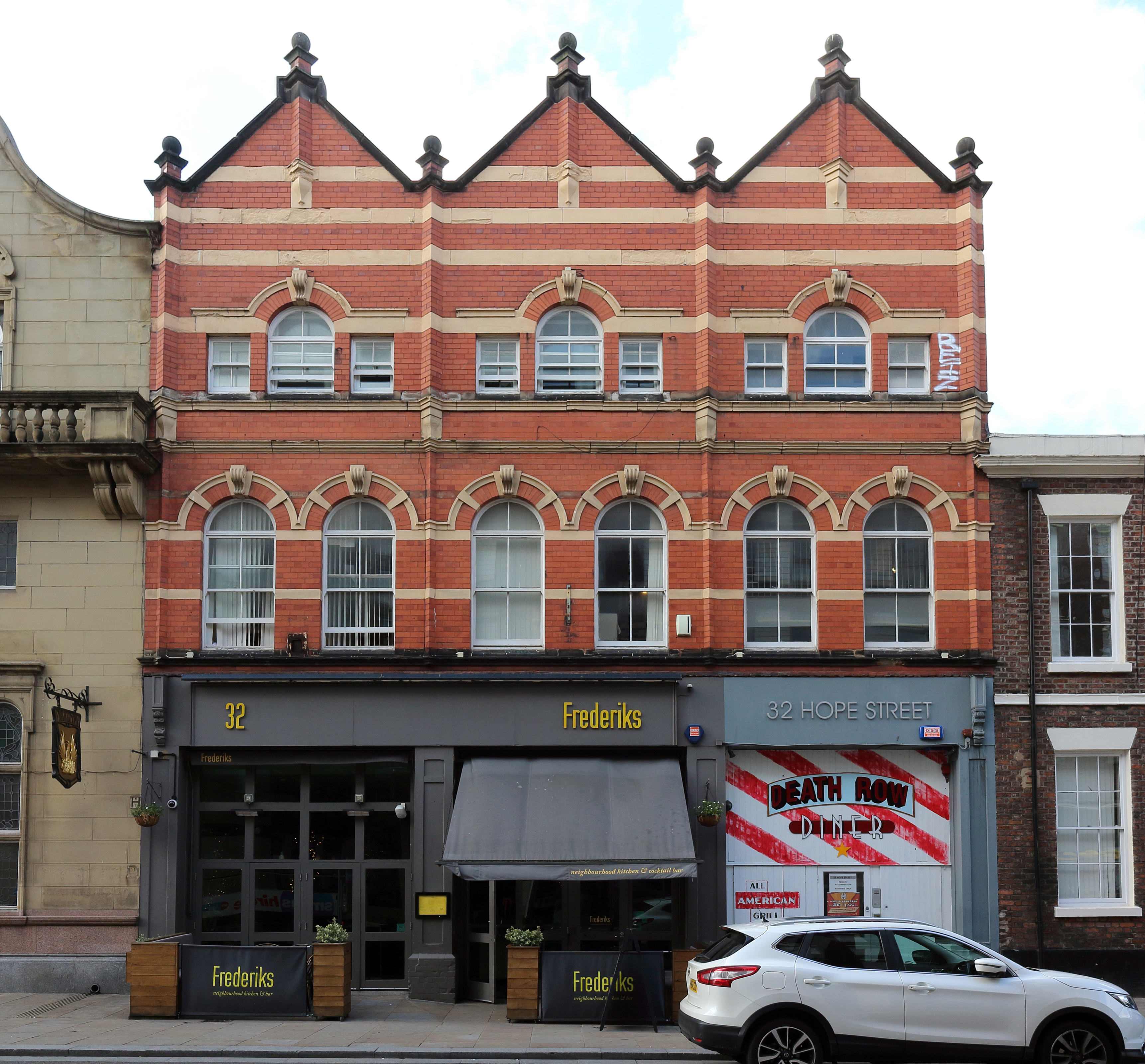
Korova (Liverpool) w Liverpoolu (2018)

Zespół Ladytron wyprodukował remiksy dla wielu zespołów i artystów, w tym: Dave’a Gahana, Erasure, Goldfrapp, Apoptygma Berzerk, Placebo, Blondie, Gang of Four, Christiny Aguilery, Nine Inch Nails, Bloc Party, Kings of Convenience, Soulwax, Róisín Murphy, Dirty Vegas, Electrocute, Erasure, Felixa da Housecata, Goldfrapp, Indochine, Kings of Convenience, Looper, Natalii Kills, Paula Wellera, Polysics, Róisína Murphy’ego, She Wants Revenge, Simian, Soft Cell, The Faint czy Venini. Jest także współautorem i producentem dodatkowych utworów „Birds of Prey” i „Little Dreamer” z albumu Bionic Christiny Aguilery z 2010 roku.
Wszyscy członkowie zespołu prócz działalności w Ladytron byli bądź są zaangażowani w różne projekty poboczne.
Helen Marnie, posługując się swoim nazwiskiem jako pseudonimem artystycznym (Marnie), wydała dwa solowe albumy: Crystal World 11 czerwca 2013 roku oraz Strange Words and Weird Wars 2 czerwca 2017 roku. W listopadzie 2024 roku w Montrose w Szkocji założyła kawiarnię „Tomorrow is Another Day”, której nazwa nawiązuje do tytułu jednej z piosenek zespołu Ladytron.
Mira Aroyo współpracowała z Johnem Foxxem w projekcie John Foxx and the Maths przy piosence „Watching a Building on Fire”. Działa także jako producentka i reżyserka. Była producentką filmu dokumentalnego z 2018 roku pn. Can You Feel It – How Dance Music Conquered the World oraz reżyserką serialu dokumentalnego Historia w pytaniach i odpowiedziach z 2020 roku.
Daniel Hunt pracował nad muzyką do kilku filmów, w tym nad ścieżką dźwiękową do filmu Would You Rather, współpracując z islandzkim muzykiem Barði Jóhannssonem. Był również producentem albumu Marnie, Crystal World. W 2014 roku w São Paulo w Brazylii założył zespół Tamoios wraz z Luisą Maitą i Fernando Rischbieterem.
Reuben Wu, członek zespołu Ladytron do 2023 roku, jest fotografem i artystą wizualnym związanym z National Geographic. Opublikował serię zdjęć na swojej stronie internetowej, a w 2011 roku wydał także książkę zawierającą zbiór fotografii z wyprawy na Svalbard, którą odbył z przyjacielem w tym samym roku. Jego zdjęcie przedstawiające Stonehenge wykonane w 2022 roku wygrało w kategorii „Projekt opowiadania historii online roku” w konkursie Pictures of the Year International Competition.
Danel Hunt, Reuben Wu i DJ Revo we wrześniu 2003 roku otworzyli w Liverpoolu klub nocny Evol. Dwa lata później Danel Hunt i Reuben Wu przy wsparciu kilku współpracowników otworzyli w Liverpoolu bar z restauracją i miejscem koncertowym Korova.

## Styl muzyczny

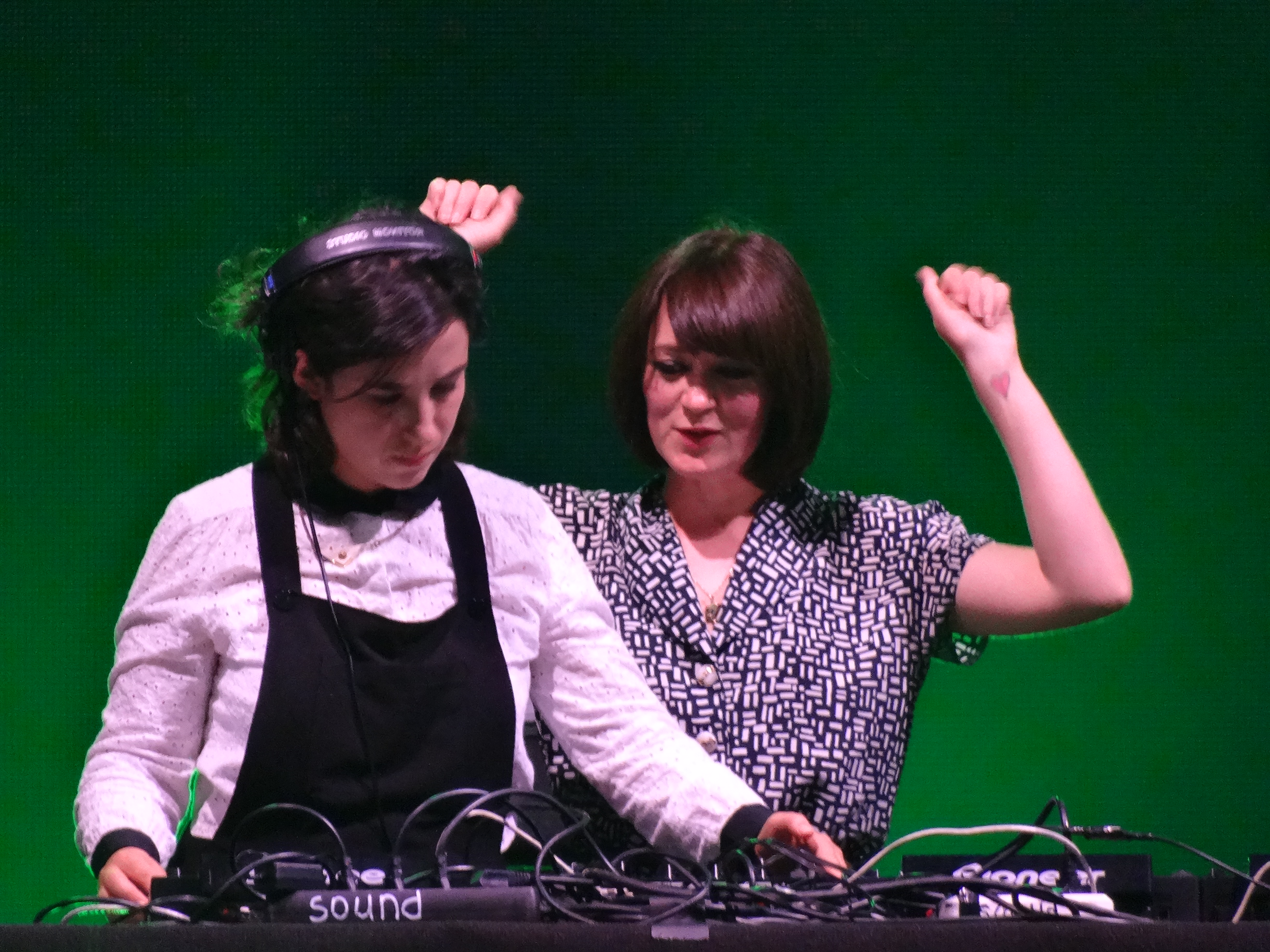
Mira Aroyo i Helen Marnie na Park Live Festival w Moskwie (2013)

Zespół Ladytron opisał swoje brzmienie jako „elektroniczny pop”, a dziennikarze muzyczni określili ich muzykę jako elektropop. Ponadto ich styl grupują w takich gatunkach muzycznych, takich jak m.in.: synth pop, rock elektroniczny, post-punk revival, nowa fala, shoegaze, witch house czy art pop, a baza danych o muzyce AllMusic określa ich styl muzyczny w gatunkach: rock alternatywny, indietronica, indie pop, synth pop i dream pop. Brzmienie zespołu Ladytron oparte jest głównie na analogowych syntezatorach.
Podczas gdy niektórzy dziennikarze muzyczni określają Ladytron mianem zespołu electroclash, to inni twierdzą, że nie jest to zespół wyłącznie tego gatunku, co i sami muzycy z Ladytron odrzucają. Helen Marnie w wywiadzie z sierpnia 2011 roku powiedziała: „Zawsze byliśmy wrzucani do jednego worka z zespołami, których brzmienie nie przypominało niczego, z którymi często nie mieliśmy wiele wspólnego. To sprawiało, że czuliśmy się niekomfortowo. Z tego powodu staraliśmy się unikać jakiegokolwiek związku z tym terminem”.
Ladytron porównywamy jest do takich artystów i zespołów, jak m.in.: Depeche Mode, Chvrches, Röyksopp, Client, Metric, The Knife, Fever Ray, Goldfrapp, Grimes, Crystal Castles, VNV Nation, Covenant, Assemblage 23, Mesh, Shiny Toy Guns, The Human League, Cut Copy, Miss Kittin, La Roux, Camouflage, OMD, Pet Shop Boys, Wolfsheim czy Yellow Magic Orchestra. Pierwszy album Ladytron, 604, często kojarzono z niemieckimi pionierami muzyki elektronicznej Kraftwerk, a ponadto brzmienie zespołu porównywano także electroclashowej grupy Fischerspooner czy do mroczniejszych dokonań zespołu New Order.
Były członek grupy Roxy Music Brian Eno powiedział w 2009 roku: „Ladytron to dla mnie najlepsza angielska muzyka pop. To taki zespół, który naprawdę pojawia się tylko w Anglii, z tą zabawną mieszanką ekscentrycznych szkolnych wygłupów i przebieranek, z pełną świadomością tego, co dzieje się wszędzie muzycznie, co jest w pewien sposób splecione i utkane w coś zupełnie nowego”.
Oprócz języka angielskiego, zespół Ladytron posługuje się w tekstach piosenek także językiem bułgarskim. Współwokalistka Mira Aroyo, która ma pochodzenie bułgarskie i dorastała znając język bułgarski jako swój język ojczysty, wyjaśniła, że zespół po raz pierwszy eksperymentował z językiem bułgarskim w utworze „Commodore Rock” z albumu 604, ponieważ ten język ma rytm, który tak bardzo różni się od języka angielskiego. Użycie języka innego niż angielski również wyróżnia Ladytron na tle innych grup i stanowi swego rodzaju znak rozpoznawczy zespołu. Tylko do 2008 roku Mira Aroyo zaśpiewał dziesięć piosenek po bułgarsku na trzech albumach studyjnych.

## Koncerty

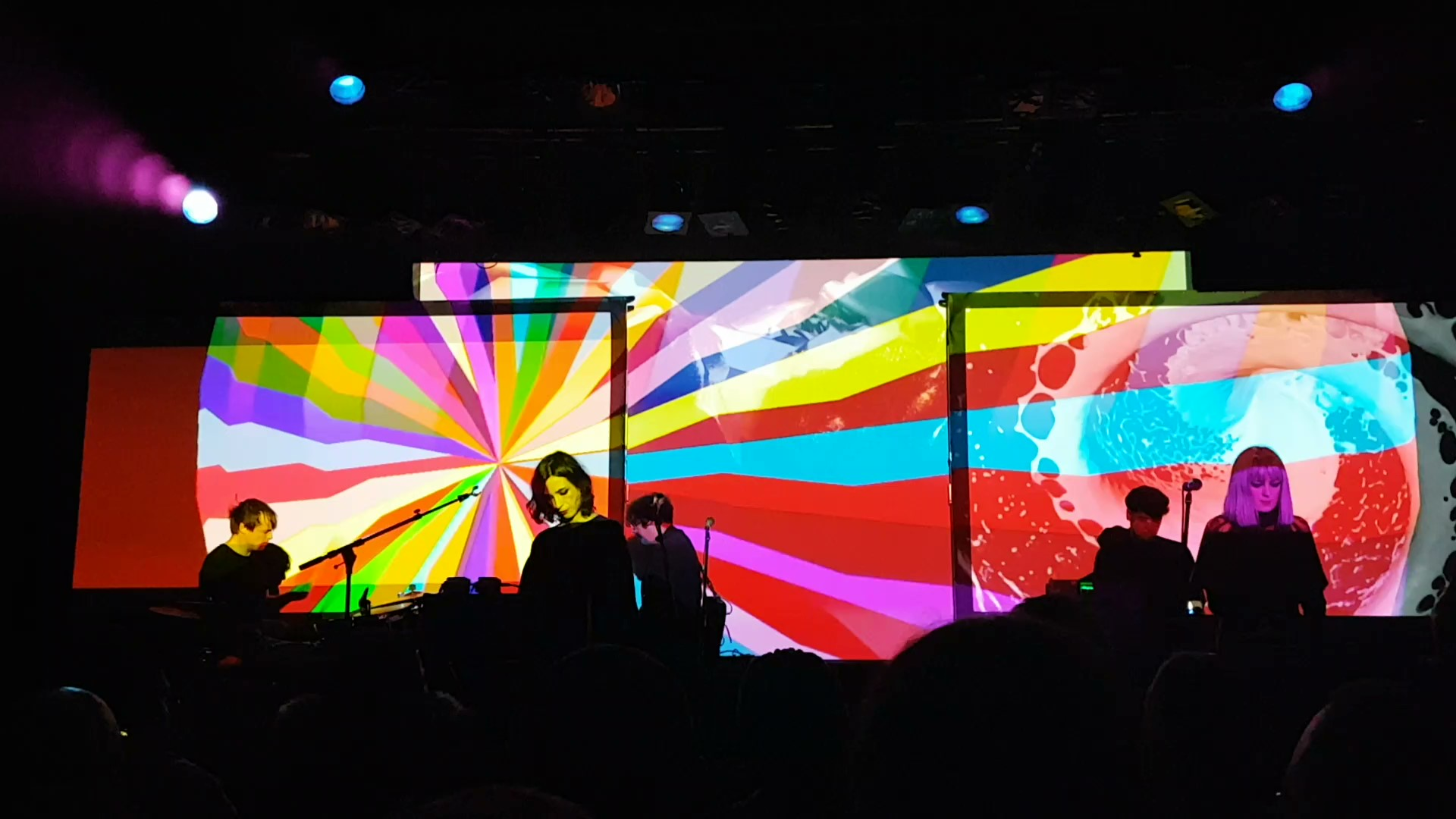
Koncert Ladytron w Glasgow (2018)

Zespół Ladytron koncertował promując każdy ze swoich najważniejszych albumów, w tym: 604 (2001), Light & Magic (2002–2004), Witching Hour (2005–2007), Velocifero (2008–2009), Best of 00–10 (2011), Gravity the Seducer (2011) czy Ladytron (2019–2020). Na przestrzeni lat koncertowali w Europie, Ameryce Północnej i Południowej, Azji i Australii. Grupa przy wyborze miejsc występów kładła większy nacisk na kraje i miasta inne niż ich własne, dzięki czemu wzrosła ich światowa rozpoznawalność, występując m.in. w państwach, gdzie nie docierało wielu zagranicznych zespołów, jak Chiny czy Kolumbia.
Grupa grała na różnych festiwalach muzycznych, takich jak m.in.: La Route du Rock 2001, Reading Festival 2001, Koneisto 2001, Festival Internacional de Benicàssim 2001 i 2005, Coachella Festival 2003 i 2006, Hultsfred Festival 2003, Arvikafestivalen 2003 i 2006, Lowlands 2003, Dot-to-Dot Festival 2005, Pukkelpop 2005, Exit Festival 2005, Creamfields 2007, Electric Picnic 2007, Bonnaroo 2008 i 2009, Traffic 2009, Standon Calling 2009, Electrosonic Festival 2009, Ping Gu Valley Festival 2011, Donaufestival 2011, Hegyalja 2011, Decibel Festival 2011, DeLuna Fest 2011, Zouk Festival 2011, CRSSD Festival 2019 czy LOW Festival 2019.
Zespół kilkukrotnie występował także w Polsce. 7 lipca 2006 roku koncertował w Gdyni na Open'er Festival 2006, 17 października 2008 roku w warszawskiej Fabryce Trzciny w ramach Free Form Festival 2008 i dzień później w krakowskim klubie Studio, 3 czerwca 2011 roku na Selector Festival w Krakowie, 1 czerwca 2012 roku w klubie 1500m2 Do Wynajęcia i dzień później w sopockim Sfinks 700 oraz 8 lipca 2023 roku na festiwalu Inne Brzmienia w Lublinie.
Od czasu wydania albumu Light & Magic zespół Ladytron zaczął intensywnie koncertować i zapraszać do współpracy członków, którzy grali na żywo na gitarze basowej i perkusji. W trasach koncertowych uczestniczyli m.in.: Pop Levi (gitara basowa podczas trasy Light & Magic), Andrea Goldsworthy (gitara basowa podczas trasy Witching Hour) i Keith York (perkusja podczas tras Light & Magic i Witching Hour).
W początkowej fazie trasy koncertowej Witching Hour zespół nadawał swoim czterem syntezatorom Korg MS2000B nazwy, które ułatwiały ich rozróżnianie: Cleopatra (Helen Marnie), Babylon (Mira Aroyo), Ulysses (Daniel Hunt) i Gloria (Reuben Wu). Nieodłącznym elementem wszystkich występów zespołu Ladytron jest instrument Korg MS-20, na którym gra Mira Aroyo.
Zespoły, które supportowały Ladytron podczas ich tras koncertowych to m.in.: Simian, The Presets, Client, Cansei de Ser Sexy, Asobi Seksu, Mount Sims, Crocodiles, Franz Ferdinand, SONOIO, VHS or Beta czy Geographer.
Zespół Ladytron supportował takich artystów, jak: Soulwax podczas ich trasy po Wielkiej Brytanii w 2001 roku, Björk w 2003 roku czy Goldfrapp w 2006 roku. Na początku 2007 roku, na zaproszenie Trenta Reznora, zespół Ladytron supportował Nine Inch Nails podczas ich europejskiej trasy koncertowej. W 2009 roku Ladytron i The Faint wspólnie wyruszyli na trasę koncertową po Ameryce Północnej.

## Członkowie zespołu

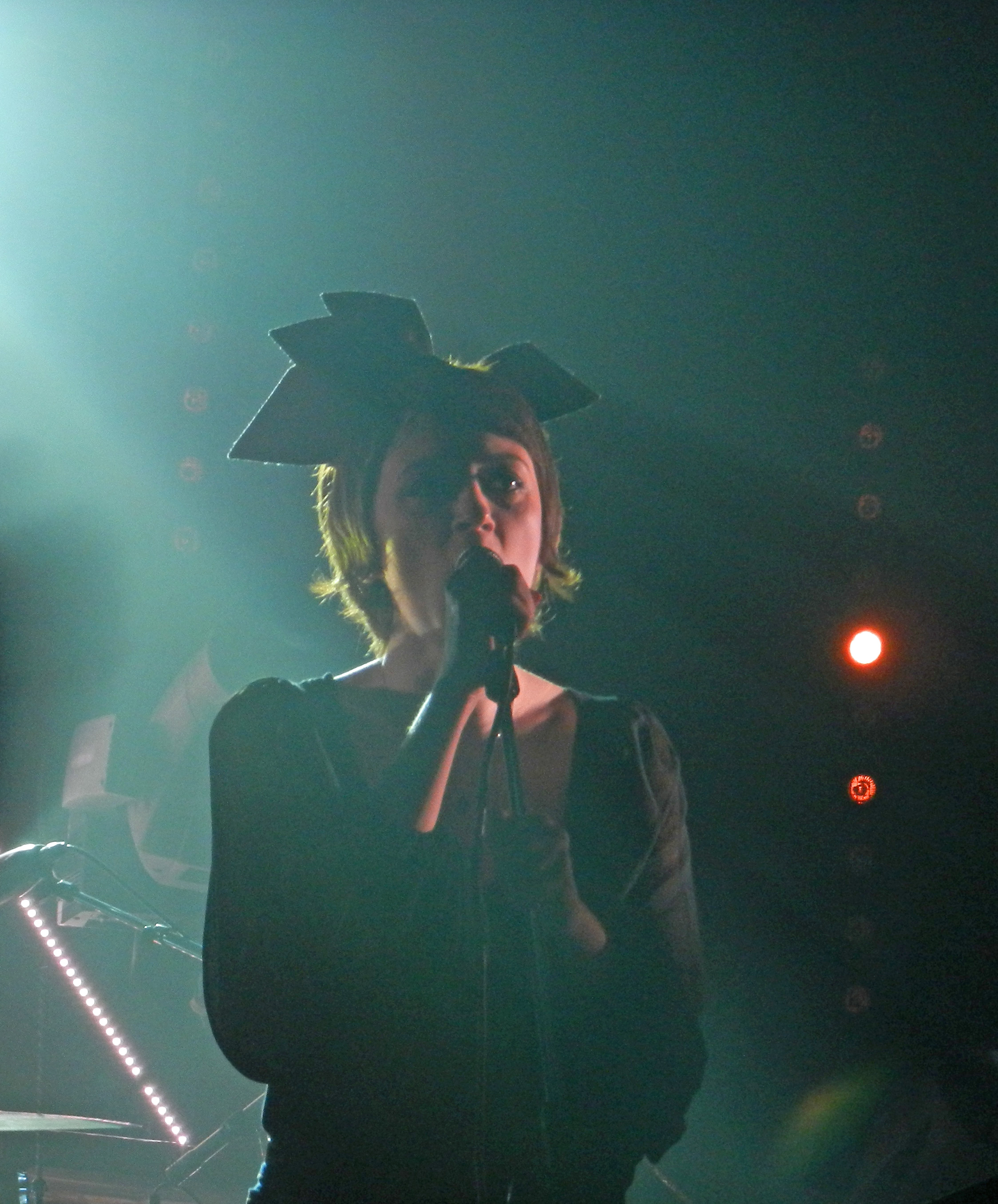
Helen Marnie (2011)

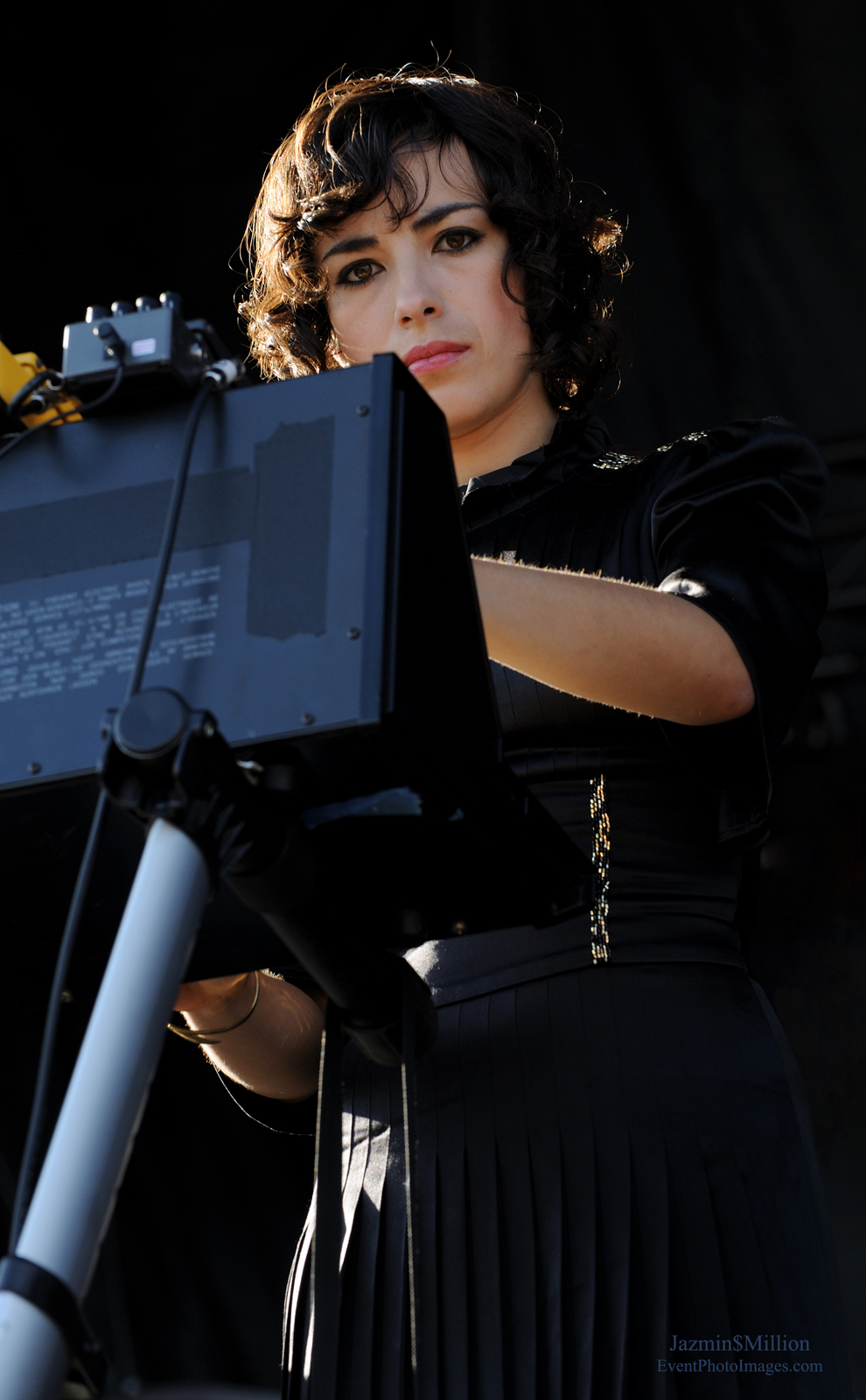
Mira Aroyo (2008)

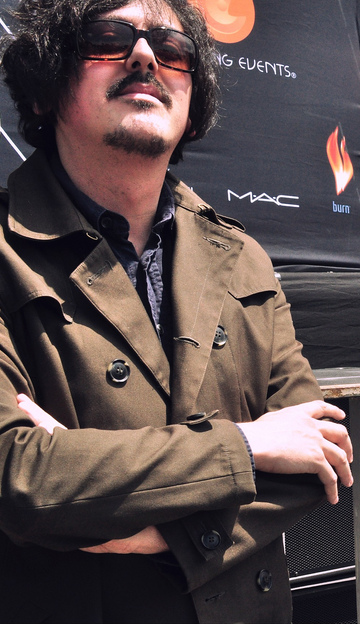
Danel Hunt (2011)

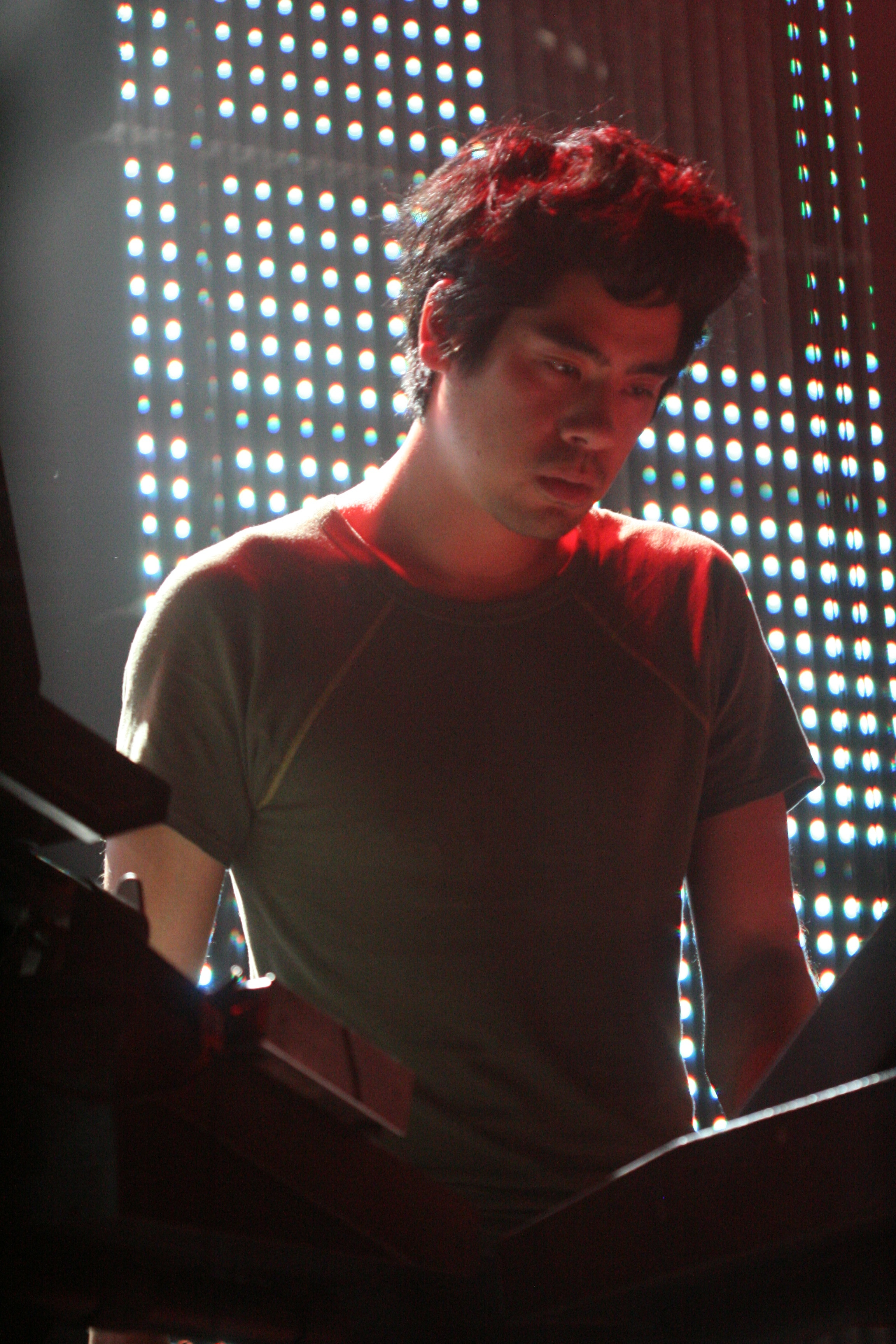
Reuben Wu (2009)

### Obecni członkowie
- Helen Marnie – wokal prowadzący, syntezatory (od 1999)[159][207]
- Mira Aroyo – syntezatory, wokal (od 1999)[159][207]
- Daniel Hunt – syntezatory, gitary, gitara basowa, wokal (od 1999)[159][207]

### Byli członkowie
- Reuben Wu – syntezatory (1999–2023)[159][207]

## Dyskografia
- 604 (2001)
- Light & Magic (2002)
- Witching Hour (2005)
- Velocifero (2008)
- Gravity the Seducer (2011)
- Ladytron (2019)
- Time’s Arrow (2023)

## Nagrody i wyróżnienia
| Rok  | Nominowany utwór               | Kategoria                          | Nagroda                            | Nota      | Źr.     |
| ---- | ------------------------------ | ---------------------------------- | ---------------------------------- | --------- | ------- |
| 2003 | „Seventeen”                    | Najlepszy brytyjski singiel popowy | Popjustice Twenty Quid Music Prize | Nominacja | [ 208 ] |
| 2006 | „Destroy Everything You Touch” | Najlepszy debiut reżyserski        | MVPA Awards                        | Nominacja | [ 209 ] |
| 2006 | „Destroy Everything You Touch” | Piosenka roku                      | PLUG Independent Music Awards      | Nominacja | [ 210 ] |
| 2006 | „Destroy Everything You Touch” | Najlepszy brytyjski singiel popowy | Popjustice Twenty Quid Music Prize | Nominacja | [ 208 ] |
| 2019 | „The Island”                   | Wideo roku                         | Classic Pop Reader Awards          | Nominacja | [ 211 ] |

## Wykorzystanie w mediach
| Piosenka                       | Dzieło                        | Typ        | Rok  | Źr.     |
| ------------------------------ | ----------------------------- | ---------- | ---- | ------- |
| „Ace of Hz”                    | FIFA 11                       | gra wideo  | 2010 | [ 91 ]  |
| „Ace of Hz”                    | Plotkara                      | serial TV  | 2011 | [ 212 ] |
| „Burning Up”                   | Fringe: Na granicy światów    | serial TV  | 2009 | [ 213 ] |
| „Burning Up”                   | The Big Short                 | film       | 2015 | [ 214 ] |
| „Deep Blue”                    | Loki                          | serial TV  | 2023 | [ 215 ] |
| „Destroy Everything You Touch” | FIFA World Cup 2006           | gra wideo  | 2006 | [ 216 ] |
| „Destroy Everything You Touch” | Ciastko z niespodzianką       | film       | 2007 | [ 217 ] |
| „Destroy Everything You Touch” | Nieodebrane połączenie        | film       | 2008 | [ 218 ] |
| „Destroy Everything You Touch” | Mamut                         | film       | 2009 | [ 219 ] |
| „Destroy Everything You Touch” | Wrześniowy numer              | film       | 2009 | [ 220 ] |
| „Destroy Everything You Touch” | Série noire                   | serial TV  | 2014 | [ 221 ] |
| „Destroy Everything You Touch” | Saltburn                      | film       | 2023 | [ 222 ] |
| „Destroy Everything You Touch” | The Boulet Brothers' Dragula  | serial TV  | 2024 | [ 223 ] |
| „Discotraxx”                   | Plague Town                   | film       | 2008 | [ 224 ] |
| „Fighting in Built Up Areas”   | Need For Speed: Carbon        | gra wideo  | 2006 | [ 225 ] |
| „Ghosts”                       | Powrót do życia               | serial TV  | 2007 | [ 226 ] |
| „Ghosts”                       | Need For Speed: Undercover    | gra wideo  | 2008 | [ 227 ] |
| „Ghosts”                       | The Sims 2: Osiedlowe życie   | gra wideo  | 2008 | [ 228 ] |
| „Ghosts”                       | The Sims 3                    | gra wideo  | 2009 | [ 229 ] |
| „Ghosts”                       | LittleBigPlanet 2             | gra wideo  | 2011 | [ 230 ] |
| „Ghosts”                       | Potwór z szafy                | film       | 2016 | [ 226 ] |
| „Ghosts”                       | Ty będziesz następna          | film       | 2009 | [ 226 ] |
| „International Dateline”       | Mamut                         | film       | 2009 | [ 219 ] |
| „Mirage”                       | Plotkara                      | serial TV  | 2007 | [ 231 ] |
| „Mu-Tron”                      | August                        | film       | 2008 | [ 232 ] |
| „Playgirl”                     | Niebezpieczne miasto          | film       | 2001 | [ 233 ] |
| „Playgirl”                     | Słowo na L                    | serial TV  | 2005 | [ 234 ] |
| „Rockfalls & Estuaries”        | The Sims 3                    | gra wideo  | 2009 | [ 78 ]  |
| „Runaway”                      | FIFA 09                       | gra wideo  | 2009 | [ 235 ] |
| „Seventeen”                    | Party Monster                 | film       | 2003 | [ 236 ] |
| „She Stepped Out of the Car”   | The Sims 3                    | gra wideo  | 2009 | [ 78 ]  |
| „Sugar”                        | Życie na fali                 | serial TV  | 2003 | [ 237 ] |
| „Sugar”                        | Wzgórza Hollywood             | program TV | 2006 | [ 237 ] |
| „Sugar (Jagz Kooner Remix)”    | Need For Speed: Carbon        | gra wideo  | 2006 | [ 225 ] |
| „Tesla”                        | The Sims 3: Nie z tego świata | gra wideo  | 2012 | [ 112 ] |
| „Tommorow”                     | Brzydula Betty                | serial TV  | 2006 | [ 238 ] |
| „This Is Our Sound”            | Queer as Folk                 | serial TV  | 2002 | [ 239 ] |
| „Use Your Mind”                | Yo Gabba Gabba!               | serial TV  | 2011 | [ 79 ]  |
| „Versus”                       | Mamut                         | film       | 2009 | [ 240 ] |
| „Young Etruscians”             | The Sims 3                    | gra wideo  | 2009 | [ 78 ]  |